# Klaus Erika Dietl
Klaus Erika Dietl, bürgerlich Klaus Erich Dietl (* 12. Juli 1974 in Rosenheim) ist ein Maler und Medienkünstler. Seine Arbeiten sind häufig performativ, interaktiv und beschäftigen sich mit Themen des aktuellen sozialwissenschaftlichen Diskurses. Sein erster Langfilm Das letzte Loch ist der Mund erschien 2017. Seitdem wendet sich Dietl verstärkt Medien als Kunstform und kunstpädagogischen Projekten zu.

## Leben und Werk
Dietl studierte Malerei an der Akademie der Bildenden Künste München (Klasse Horst Sauerbruch) und „Bildnerisches Gestalten und Therapie“ (Klasse Gertraud Schottenloher). 2009 wandte sich Dietl unter dem Projektnamen „Kommando Agnes Richter“ der Kunst im öffentlichen Raum zu. In Zusammenarbeit mit dem Museum für Kommunikation Frankfurt im Rahmen eines Strick-Flashmobs wurden 2011 in Frankfurt am Main Plätze rund um die Börse zum Objekt urbaner Kunstarbeiten.
Mit der Singer-Songwriterin Laura Melis Theis und seiner künstlerischen Partnerin Stephanie Müller veröffentlichte er ab 2015 unter dem Titel Alligator Gozaimasu Musikprojekte, die durch virtuelle Kooperationen während der COVID-19-Pandemie mediale Aufmerksamkeit erlangten. Das mit Müller erstellte Musikvideo Rasenmäher in E-Moll erhielt 2021 bei den Internationalen Kurzfilmtagen Oberhausen eine lobende Erwähnung.
Dietl kuratierte und leitete 2021 das Alligator:Go! Festival, ein dreitägiges Kunst-/Musikfestival in München. Im Sommer 2024 brachte das Kollektiv Alligator Gozaimasu mehr als 50 Künstler und Künstlerinnen bei einer Gemeinschaftsausstellung im Kunstpavillon München zusammen.
Dietl gab zahlreiche Schriften heraus, die sich mit der Rolle von Kunst und Kultur im Bereich von Subkultur und DIY Kunst auseinandersetzen.
Dietl lebt und arbeitet in München.

## Preise, Auszeichnungen und Förderungen

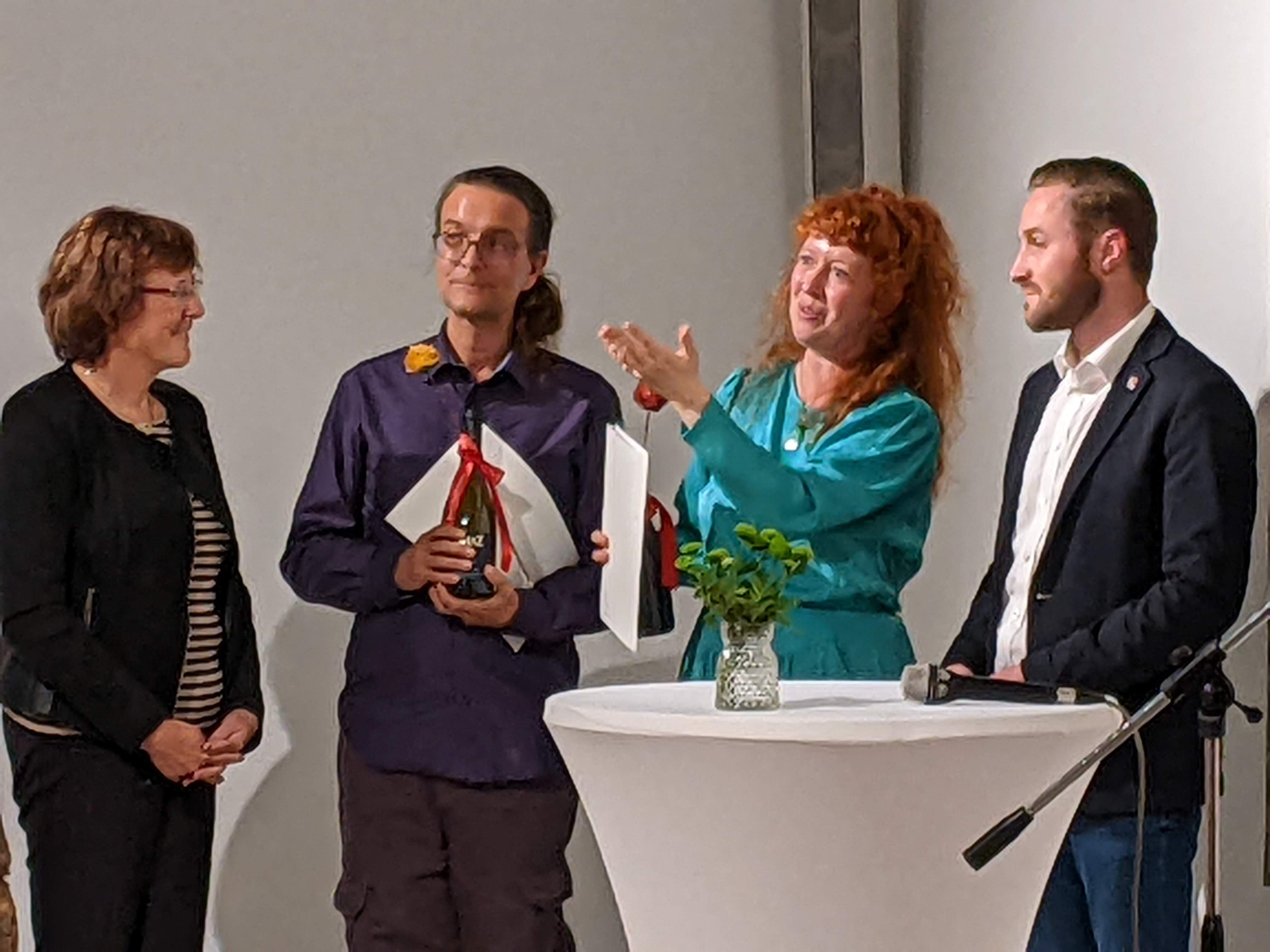
Klaus Erika Dietl und Stephanie Müller bei der Verleihung des Kulturförderpreis Rosenheim (2022)

- 1. Preis für junge, zeitgenössische Kunst, Mixed Media Skulptur „Kontrollorgan“, verliehen von der Stadt Wasserburg am Inn und dem AK68 - 2013
- Stipendium für Bildende Kunst / gefördert vom Goethe Institut London / Repertory Theatre, Birmingham, UK – 2017
- Atelierförderung – Antonie-Leins-Künstlerhaus, Horb am Neckar, Germany – seit April 2017
- Stand By – Medienkunststipendium, gefördert von: ARGEkultur, Kunstverein Salzburg – 2020
- Kulturförderpreis der Stadt Rosenheim – 2022[7]

## Ausstellungen und Auftritte (Auswahl)
- Kommando Agnes Richter, textile Interventionen im öffentlichen Raum im Rahmen des Festivals „Playing The City 3“ / Kunsthalle Schirn, Frankfurt am Main – 2011
- Das Unarchivierbare Archivieren, Eröffnungsperformance im Rahmen der internationalen Fachkonferenz des documenta Archivs, documenta Halle, Kassel – 2018[8]
- Beihilfe zum Bankrott, Mixed Media Installation und Performance / Haus der Kunst, München – 2019[9]
- A Clearer Mirror, Videoprojekt mit Rawan Risheq, Goethe Institut, Amman, Jordanien – 2020[10]
- Medien. Kunst. Realitäten, Gruppenausstellung / Video-, Textilinstallation / Stadtgalerie Salzburg, Österreich – 2022[11]
- Klangmanifeste, Festival für Soundkunst, echoraum, Wien, Österreich – 2024
- Intervall & Zufall, Gruppenausstellung Alligator Gozaimasu, Kunstpavillon, München – 2024

## Filme
Unter dem Titel Das letzte Loch ist der Mund veröffentlichte Dietl zusammen mit Stephanie Müller seinen ersten Langfilm. Die No-Budget-Produktion wurde über Crowd-Funding finanziert und hatte am 25. Juli 2017 Premiere in München. Der Film „stellt die Frage nach den Paradoxien des Lügens, besonders im formalisierten Sprachgebrauch des Rechtssystem“.
Sein Film Versprechen und anderes Versagen wurde 2019 erstmals gezeigt.
Sein Kurzfilm Take a Stand, But What to Wear? (OK Decay) hatte 2018 auf den Kurzfilmtagen Oberhausen Premiere.